# Hans Schmidt (Astronom)
Hans Schmidt (* 14. Juli 1920 in Remscheid; † 5. Juli 2003 in Bonn) war ein deutscher Astronom.

## Leben
Der gebürtige Remscheider Hans Schmidt, der mit seinen Eltern 1935 nach Bad Godesberg übersiedelte, legte 1939 das Abitur am dortigen Pädagogium ab. Schmidt wandte sich im gleichen Jahr dem Studium der Naturwissenschaften an der Friedrich-Schiller-Universität Jena zu, im Folgejahr wechselte er zum Studium der Physik an die Rheinische Friedrich-Wilhelms-Universität Bonn, 1942 erfolgte seine Promotion zum Dr. rer. nat.
Nach einer Industrietätigkeit trat Hans Schmidt 1945 eine Assistentenstelle an der Sternwarte der Bonner Universität an, dort wurde er 1954 zum Observator, 1966 zum Direktor bestellt. Hans Schmidt habilitierte sich 1951 als Privatdozent für das Fach Astronomie, 1958 wurde er zum außerplanmäßigen Professor, 1964 zum Wissenschaftlichen Rat sowie Professor, 1966 zum ordentlichen Professor befördert (als Nachfolger von Friedrich Becker). 1985 wurde er emeritiert.
Hans Schmidt, der sich insbesondere den Fachbereichen Photometrie, Stellarstatistik sowie enge Doppelsterne widmete, hatte Mitgliedschaften in der Astronomischen Gesellschaft, der International Astronomical Union sowie der Deutschen Physikalischen Gesellschaft inne. Hans Schmidt, der 1943 Ilse geborene Renkhoff heiratete, mit der er drei Söhne hatte, verstarb 2003 knapp vor Vollendung seines 83. Lebensjahres.

## Schriften
- Die atmosphärische Extinktion am Observatorium Hoher List, Universitäts-Sternwarte, Bonn, 1958
- Bemerkungen zur Frage der Verwendbarkeit einer Mehrfarbenphotometrie in der Stellarstatistik, Universitäts-Sternwarte, Bonn, 1958
- Mit Tibor Herczeg: Untersuchungen an VW Cephei, Dümmler, Bonn, 1960
- Mit Tibor Herczeg: Lichtelektrische Beobachtungen an 31 Cygni (Bedeckung 1961/62), Universitäts-Sternwarte, Bonn, 1962
- Mit Frank Gieseking: Veränderliche Sterne in Sternassoziationen, Westdeutscher Verlag, Opladen, 1977
- Mit Wolfram Neutsch, Wilhelm Seggewiß: Die Hülle der Wolf-Rayet-Komponente des Doppelsterns HD 152270, Dümmler, Bonn, 1979
- Astronomen der Rheinischen Friedrich-Wilhelms-Universität Bonn: ihr Leben und Werk, 1819-1966, Bouvier, Bonn, 1990